# José Manuel Molina
José Manuel Molina García, (Madrid, 19 de marzo de 1956) es un político español perteneciente al Partido Popular. Fue alcalde de Toledo durante tres mandatos. 
Es licenciado en Ciencias Económicas y Empresariales por la Universidad Complutense de Madrid, auditor de cuentas y técnico del Ministerio de Economía y Hacienda y canciller de la Embajada Española en Kinsasa (República Democrática del Congo).

## Inicios en política
En 1983 es elegido concejal del Ayuntamiento de Toledo. Cuatro años más tarde, tras ganar Alianza Popular las elecciones municipales de 1987, es elegido Alcalde de la ciudad tras derrotar a Ricardo Sánchez Candelas, cargo que ocuparía hasta 1991. Durante esa etapa fue miembro de la Ejecutiva Nacional de la Federación Española de Municipios y Provincias, siendo presidente de la Comisión Nacional de Urbanismo y Patrimonio Histórico Artístico, desde donde impulsó medidas en defensa de las Ciudades Patrimonio de la Humanidad.

## Paso por la política regional
Desde 1989 hasta 1991 es senador designado por las Cortes de Castilla-La Mancha, siendo Presidente de la Comisión de Trabajo y Seguridad del Senado entre 1991 y 1999.
Fue diputado regional desde 1991 y hasta 1999. Fue candidato a la Presidencia de la Junta de Comunidades de Castilla-La Mancha en 1991 y 1995.

## Alcalde de Toledo
Tras las elecciones municipales de 1999 alcanzó la Alcaldía de Toledo de nuevo. Entre los años 1999 y 2003 fue miembro del Consejo Federal de la FEMP y presidente de la Comisión de Función Pública y Recursos Humanos. Fue reelegido alcalde en las elecciones municipales de mayo de 2003, convirtiéndose en el primer alcalde que repite cargo en Toledo desde la restauración de la democracia en España.
Como Alcalde fue promotor de los Encuentros Internacionales de las Tres Culturas de Toledo, de la Escuela de Traductores de Toledo y cofundador de la Real Fundación de Toledo.
Durante estos mandatos acometió proyectos importantes para la ciudad como la llegada del AVE a Toledo, un Centro de Recepción de Turistas o el Palacio de Congresos. También impulsó la construcción de 1300 viviendas públicas en la Vega Baja, proyecto que al final fue desestimado por la Junta de Comunidades de Castilla-La Mancha, con su presidente José María Barreda a la cabeza, alegando que se destruirían ruinas de un asentamiento visigodo en esa zona.
Molina ha sido Presidente de la Organización de las Ciudades del Patrimonio Mundial.

## Cargos en el Partido Popular
Dentro del Partido Popular ha sido presidente de la Junta Local de Toledo (1983-1987), Presidente Provincial en Toledo (1988-1991), Presidente Regional en Castilla-La Mancha (1989-1996), miembro de la Dirección Nacional del Partido Popular y Secretario Nacional del PP en el área de Participación Ciudadana entre 1996 y 1999.
Desde el mes de mayo de 2002 ocupó, nuevamente, la presidencia del Partido Popular en Castilla-La Mancha tras la renuncia de Agustín Conde. En el X Congreso Regional celebrado en noviembre de 2004, renovó dicho cargo. 
En abril de 2006 expresó su rechazo a presentarse como candidato a la pugna por la Presidencia de la Junta de Comunidades de Castilla-La Mancha alegando motivos familiares mostrando su disposición a continuar en la Alcaldía de Toledo. Posteriormente, en junio de 2006, renunciaría a la Presidencia del Partido Popular de Castilla-La Mancha, siendo sustituido por la nueva candidata a la Junta de Comunidades, María Dolores de Cospedal. 
En agosto de 2006, fue designado por el Partido Popular de Castilla-La Mancha como candidato a la Alcaldía de Toledo en las elecciones que se celebraron el 27 de mayo de 2007, en las que se enfrentó al candidato del PSOE y exvicepresidente segundo de la Junta de Comunidades, Emiliano García-Page, y al de Izquierda Unida, Aurelio San Emeterio. En estas elecciones, la lista encabezada por Molina fue la más votada, al obtener el 45'35% de los votos, si bien no obtuvo la mayoría absoluta, lo que provocó que las otras dos formaciones realizaran un pacto de gobierno y lo desalojaran de la alcaldía. Nada más asumir el cargo de concejal, el 16 de junio de 2007, renunció a él, retirándose de la vida política, acabando su carrera política. volviendo a su antiguo trabajo de subinspector de Hacienda. 
Desde marzo de 2014 reside en Kinsasa como nuevo Canciller de la Embajada Española en la República Democrática del Congo.